# Роскон де рейес
Роско́н де ре́йес (роскон волхвов, исп. Roscón de reyes , или Rosca de reyes в латиноамериканских странах, «кольцо королей») — традиционная выпечка, которую готовят и подают на Праздник трёх царей или Богоявление в Испании и странах Латинской Америки. Одна из разновидностей пирога волхвов. Имеет форму круга. Выпекается из сдобного дрожжевого теста и украшается сахаром, миндалем и/или глазированными фруктами. Тесто обычно сдобрено водой из цветов апельсина, что придает выпечке характерный аромат. Роскон может быть наполнен взбитыми сливками, заварным или шоколадным кремом, мокко, трюфелем: это новшество появилось лишь в конце XX века. Внутри выпечки обычно помещают сюрпризы: керамические или пластмассовые фигурки, монетки, бобы. Тот, кому попадется игрушка или монета коронуется как король праздника, а тот, кому попалась фасолинка, должен оплатить пирог, потому что в Испании боб символизирует достаток, и счастливчик может надеяться на богатый и успешный год. Роскон украшается короной из фольги или бумаги. Разноцветные сухофрукты символизируют драгоценные камни в королевской короне или на одежде волхвов.

## История
Происхождение роскона, по-видимому, связано с римскими сатурналиями, праздником, посвящённом богу Сатурну, отмечаемым после зимнего солнцестояния, когда дни становились длиннее. На празднество римляне готовили особую выпечку в виде солнечного круга, и украшали её сладкими фруктами: фигами, финиками и смазывали медом. Также некоторые исследователи связывают роскон с рождественским венком, хотя традиция адвентского венка в Испании возникла намного позже, поэтому данная теория подвергается критике.
Историк Хулио Каро Бароха в своей работе El Carnaval приводит два свидетельства о роскон де рейес или Бобовом Короле. Первый соответствует Королевству Наварра, где в 1361 году мальчик, нашедший боб в росконе, был назначен королем. Второе свидетельство принадлежит Ибн Кузману, андалузскому поэту XII века, который в своем Сборнике песен описывает аналогичную традицию с пирогом (hallón или hallullo в Гранаде) в новый год, содержащим монету.
Ныне традиционно употребляется 6 января во время празднования Día de Reyes («День королей»), который отмечает приход трёх королей или волхвов к младенцу Иисусу. В большинстве городов и регионов Испании, Латинской Америки, это день, когда дети получают подарки, приписываемые трём мудрецам.

## В других странах
На юге Франции готовят похожий пирог волхвов Gâteau des rois, также называемый Brioche des Rois, Couronne des rois, Royaume des rois, и Coque des rois. По сути, он представляет собой бриошь, имеющую форму тора, как и роскон, украшенную засахаренными фруктами. В то время, как для севера Франции характерен Galette des Rois, который готовится из слоеного теста и франжипана. Этот торт едят в день Богоявления.
В португальской кухне пирог известен как Bolo Rei, он несколько отличается по ингредиентам, но традиции употребления такие же. Рецепт пирога попал в Португалию лишь в XIX веке, когда в 1829 году была открыта в качестве официальной пекарни португальской монархии Confeitaria Nacional. Она была первой в стране, предложившей этот рецепт.

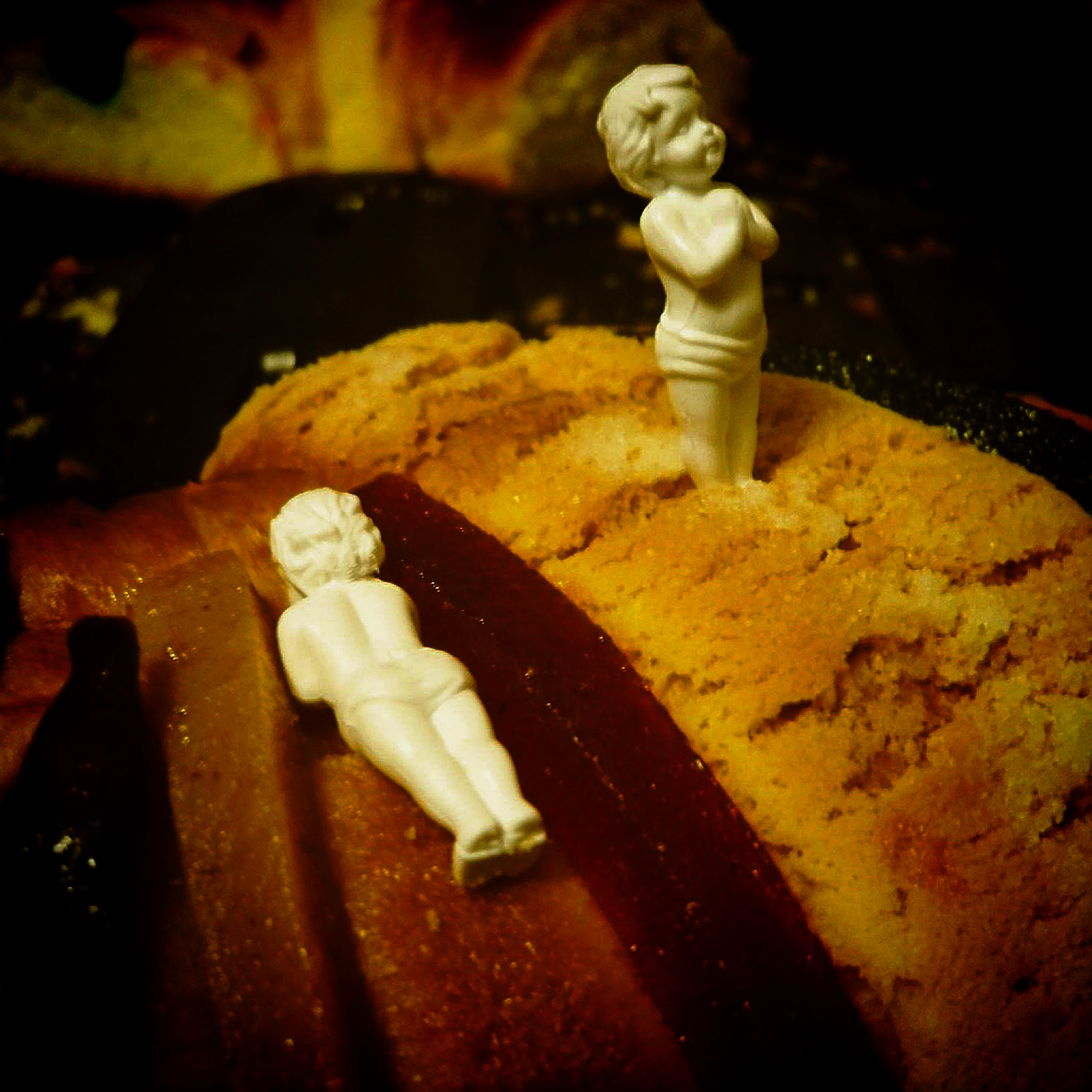
Фигурки Иисуса в мексиканском Роска де рейес

В Мексике роскон очень популярен, он был импортирован в XVI веке из Испании. Его принято запивать горячим шоколадом или маисовым напитком атоле, а также украшать его медом, фруктами и глазурью из масла, сахара и муки. До недавнего время для приготовления и украшения пирога в Мексике использовалась мякоть кактуса или аcitron. Однако кактус, из которого производится этот ингредиент, находится под серьёзной угрозой исчезновения, поэтому всё чаще в кулинарии используются его заменители. Спрятанная маленькая куколка или фигурка ребёнка в пироге символизирует Иисуса Христа, который был вынужден скрываться с семьёй от преследования. Существует традиция, что тот, кто найдет фигурку младенца Иисуса должен отнести её в ближайшую церковь в День Сретения. Фигурок в пироге может быть несколько, по традиции человек, который находит в десерте фигурку, должен впоследствии устроить вечеринку и приготовить местное блюдо тамале для всех присутствующих на Сретение (Fiesta de la Candelaria), 2 февраля.
В Колумбии роскон также пользуется большой популярностью. Его традиционными начинками в этой и сопредельных странах являются гойябада (мармелад из гуавы) и дульсе де лече (отдалённый аналог сгущённого молока).